# Conus delanoyae
Conus delanoyae é uma espécie de gastrópode do gênero Conus, pertencente à família Conidae.  Deste espécie é fundado-em na ilha de Boa Vista na Cabo Verde.

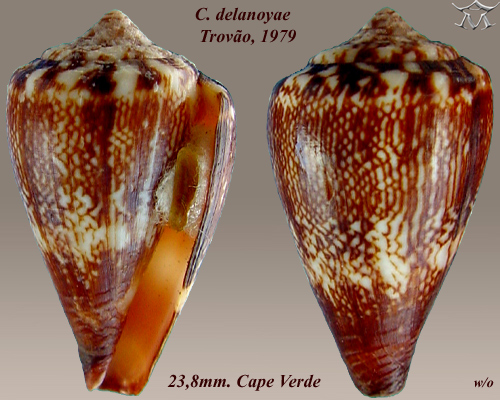
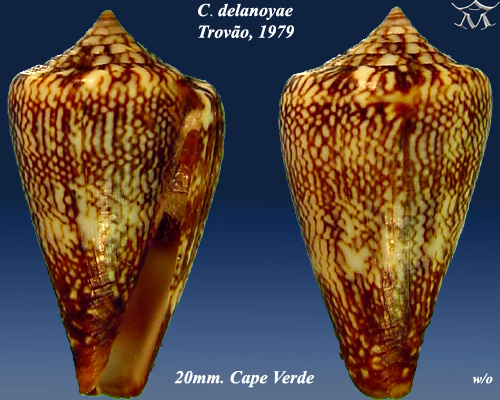